# Дом дружбы между российским и японским народами

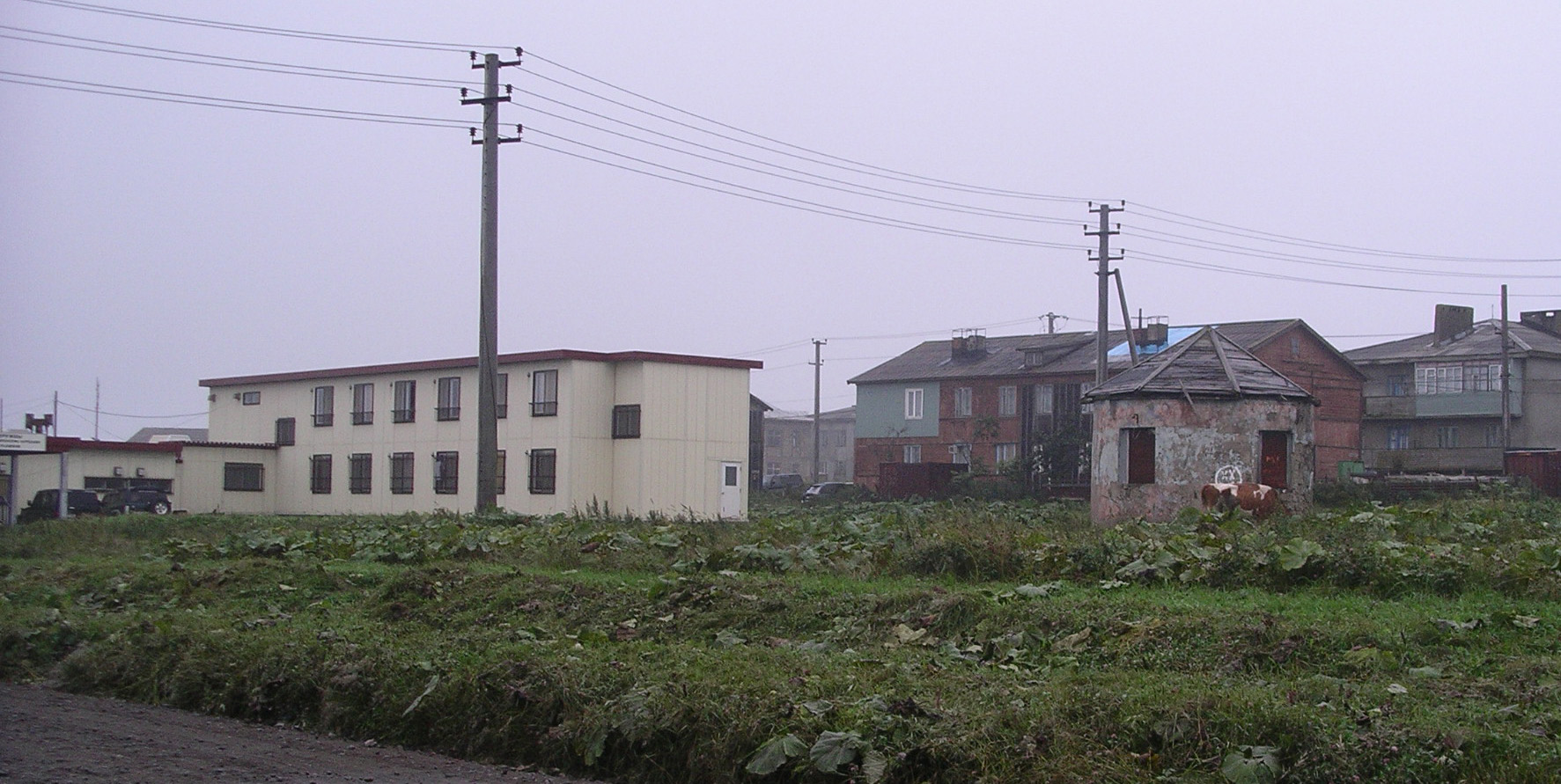
Дом Мунэо в 2007 году

Дом дружбы между российским и японским народами (яп. 日本人とロシア人の友好の家), также известный как Дом Мунэо (яп. ムネオハウス) — двухэтажный дом, постройка которого в кунаширском Южно-Курильске была пролоббирована политиком японской компартии Кэнсё Сасаки и бывшим секретарём Агентства по развитию Хоккайдо Мунэо Судзуки. 
Построен японской строительной фирмой Watanabe Construction Company Limited (яп. 渡辺建設工業株式会社) из Немуро, стоимость строительства — ¥414,85 млн. Интерьер почти целиком выполнен в японском стиле. Внутри имеются баня-душевая, прачечная, кухня, обеденная комната, туалетная комната и директорская. Установленная в доме мебель — японская. Электросеть — как стандартные российские розетки, так и японские 100-вольтовые.
Используется как место заселения участвующих в программе безвизовых обменов японских гостей для направляющихся в Японию в рамках безвизовых визитов русских, как гостиница. Имеются двухместные, четырёхместные и восьмиместные номера. Телевизоры принимают как российские, так и японские программы.
Также был использован как место для временного помещения задержанного в ходе инцидента с «Киссин Мару 31» японского экипажа.